# Nucleaire ruimte
In de topologie, een deelgebied van de wiskunde, is een nucleaire ruimte een topologische vectorruimte met veel van de goede eigenschappen van eindig-dimensionale vectorruimten. De topologie erop kan worden gedefinieerd door een familie van seminormen waarvan de eenheidsballen snel in omvang afnemen. Vectorruimtes waarvan de elementen "glad" zijn hebben in zekere zin de neiging om de nucleaire ruimtes zijn; een typisch voorbeeld van een nucleaire ruimte is de verzameling van gladde functies op een gesloten variëteit.
Alle eindig-dimensionale vectorruimten zijn nucleair (omdat elke operator op een eindig-dimensionale vectorruimte nucleair is). Er zijn geen banach-ruimten die nucleair zijn, behalve de eindige-dimensionale. In de praktijk is een soort omgekeerde hiervan vaak waar: als een "natuurlijk voorkomende" topologische vectorruimte geen banach-ruimte is, dan is er een goede kans dat het een nucleaire ruimte is.
Veel van de theorie van de nucleaire ruimten werd door de Franse wiskundige Alexander Grothendieck ontwikkeld.

## Referentie
- Alexander Grothendieck, Produits tensoriels topologiques et espaces nucléaires, 1955, Mem. Am. Math. Soc, vol. 16